# Braune Languste
Die Braune Languste  (Panulirus echinatus) ist eine Art aus der Familie der Langusten. 
Die maximale Körperlänge dieser Langustenart beträgt 39 Zentimeter. Sie ist im Zentralatlantik rund um die zentralatlantischen Inseln sowie an der Küste von Nordostbrasilien zu finden. 
Die Braune Languste zählt unter den Langusten zu den Seichtwasserarten und lebt in einer Meerestiefe von 0 bis maximal 35 Metern. Sie lebt bevorzugt auf Felsböden, ist wie alle Langustenarten nachtaktiv und versteckt sich tagsüber in Felsspalten. Eiertragende Weibchen haben einen Carapax von 5 bis 10 Zentimeter.

## Weblink
- Panulirus echinatus in der Roten Liste gefährdeter Arten der IUCN 2013.2. Eingestellt von: Butler, M., Cockcroft, A. & MacDiarmid, A., 2009. Abgerufen am 20. Januar 2014.